# David Grossman
David Grossman (en hebreo: דויד גרוסמן; Jerusalén, 25 de enero de 1954) es un escritor y ensayista israelí. 

## Biografía
Estudió filosofía y teatro en la Universidad Hebrea. Trabajó como corresponsal y actor en la radio Kol Israel, donde fue uno de los presentadores del programa infantil Gato en el saco (1970-1984). Su libro infantil Duelo fue transmitido como un programa en esa emisora. 
Comenzó escribiendo literatura para niños y jóvenes y su primera novela para adultos fue La sonrisa del cordero, publicada en 1983. Grossman es considerado uno de los más importantes escritores de 
la literatura contemporánea israelí y sus obras, traducidas a muchos idiomas, han sido distinguidas con numerosos premios.
Varias de sus novelas han sido llevadas al cine, como La sonrisa del cordero (Shimon Dotan, 1986), Alguien con quien correr (Oded Davidoff, 2006), El libro de la gramática interna (Nir Bergman, 2010) y El chico zigzag (Vincent Bal, 2012).
Grossman es conocido como un activista por la paz. Durante la Segunda Guerra del Líbano, el día 10 de agosto de 2006, junto a los escritores Amos Oz y A. B. Yehoshúa participó en una conferencia de prensa en la que instaron al gobierno a aceptar un cese al fuego con el fin de crear una base para una solución negociada. Dos días después su hijo Uri de 20 años, sargento de una unidad de tanques, murió alcanzado por un misil durante una operación de las FDI en el sur del Líbano. Desde entonces Grossman ha criticado con dureza al gobierno de Ehud Ólmert.
Vive en Mevaseret Tzión en las afueras de Jerusalén y ha tenido tres hijos con su esposa Michal, psicóloga infantil: Jonathan, Ruth y el difunto Uri.

## Premios y distinciones
- Premio del primer ministro al Trabajo Creativo 1984
- Premio Bernstein 1985 (Israel)
- Premio Valumbrosa 1991 (Italia)
- Premio Eliette von Karajan 1991 (Austria)
- Premio Nelly Sachs 1991 (Dortmund)
- Premio Bernstein 1993 (Israel)
- Premio Mondello 1996 (Palermo) por El chico zigzag
- Premio Vittorio de Sica (Italia)
- Premio Grinzane 1997 (Italia) por El chico zigzag
- Premio Juliet Club 1998 (Gran Bretaña)
- Caballero de las Artes y las Letras (1998, Francia)
- Premio Marsh de Literatura Infantil Traducida 1998 (Gran Bretaña)
- Premio Buxtehude Bulle 2001 (Alemania)
- Premio Sapir 2001 (Israel)
- Premio Bialik 2004 (Tel Aviv), junto con Haya Shenhav y Ephraim Sidon
- Premio JQ Wingate 2004 (Estados Unidos)
- Premio Flaiano 2004
- Premio Koret Jewish Book 2006 (Estados Unidos)
- Premio per la Pace e l`Azione Umanitaria 2006 (Roma)
- Premio Onorificenza della Stella Solidarita Italiana 2007
- Premio Ischia Internacional de Periodismo 2007 (Italia)
- Premio Geschwister Scholl 2007 (Baviera)
- Premio E.M.eT. 2007 (Israel)
- Doctor honoris causa por la Katholieke Universiteit Leuven (2007)
- Doctor honoris causa por la Universidad de Florencia (2008)
- Premio Albatross 2009 (Alemania)
- Premio de la Paz del Comercio Librero Alemán 2010 por su defensa del diálogo israelí-palestino
- Premio International Booker 2017 (Gran Bretaña, compartido con su traductora al inglés, Jessica Cohen)

## Obras
Traducidos del hebreo al español si no se especifica otro idioma
Novela
- Duelo (דו קרב / Du-krav, 1982), novela infantil, Ediciones SM, 2003
- La sonrisa del cordero (חיוך הגדי / Hiyukh ha-gedi, 1983), Tusquets, colección Andanzas, Barcelona, 1995. Trad.: Roser Lluch i Oms. ISBN 84-7223-838-5
- Véase: Amor (עיין ערך: אהבה / Ayen erekh—-ahavah, 1986), Tusquets, colección Andanzas, Barcelona, 1993. Trad.: Jimena García. ISBN 84-7223-656-0
- El libro de la gramática interna (ספר הדקדוק הפנימי / Sefer ha-dikduk ha-penimi, 1991), Tusquets Editores, colección Andanzas, Barcelona, 2001. Trad.: Ana María Bejarano y Jordi Font. ISBN 84-8310-174-2 (reedidato por DeBolsillo en 2012)
- El chico zigzag (יש ילדים זיג זג / Yesh yeladim zigzag, 1994), Tusquets, colección Andanzas, Barcelona, 1998. Trad.: Roser Lluch i Oms. ISBN 84-8310-074-6
- Un niño y su papá Mondadori, Barcelona, 2001
- Tu serás mi cuchillo (שתהיי לי הסכין / She-tihyi li ha-sakin, 1998), Seix Barral, Biblioteca Formentor, Barcelona, 2005. Trad.: Ana María Bejarano. ISBN 84-322-2790-0 (reeditado por DeBolsillo en 2010)
- Llévame contigo, Seix Barral, Biblioteca Formentor, Barcelona, 2002. Trad.: Ana María Bejarano. ISBN 84-322-1994-0 (reeditado por DeBolsillo en 2010)
- La memoria de la piel (בגוף אני מבינה / Ba-guf ani mevinah, 2003), dos novelas cortas: Delirio y la que da título al volumnen. Seix Barral, Biblioteca Formentor, Barcelona, 2007. Trad.: Ana María Bejarano. ISBN 978-84-322-2822
- La vida entera (אשה בורחת מבשורה / Ishá borájat miBsorá, 2008),  Lumen, 2010. ISBN 9788426417596
- Más allá del tiempo (Nofel mi-jutz la-zman), Lumen, 2011
- Delirio, Lumen, 2011
- El abrazo con ilustraciones de Michal Rovner, Sexto Piso, 2013. ISBN 978-84-15601-37-1
- Gran Cabaret, Lumen, 2014. ISBN 9788426401939
- La princesa del Sol con ilustraciones de Michal Rovner, Sexto Piso, 2016. ISBN 9788416677009
- La vida juega conmigo, Lumen, 2021.

Ensayo
- El viento amarillo (הזמן הצהוב / Ha-Zeman ha-tsahov, 1987), El País-Aguilar, Madrid, 1988
- Presencias ausentes, Tusquets, Barcelona, 1994. ISBN 84-7223-737-0
- La muerte como forma de vida (מוות כדרך חיים / Mavet ke-derech khayyim, 2003), Seix Barral, Los tres mundos, Barcelona, 2003. Trad.: Ana María Bejarano. ISBN 84-322-0879-5
- La miel del león. El mito de Sansón (דבש אריות / Dvash arayiot, 2005), Salamandra, Barcelona, 2007. Traducido de la versión inglesa por Laura Manero Jiménez. Esta obra es parte de la Canongate Myth Series.
- Escribir en la oscuridad, Debate 2010 (reeditado por DeBolsillo, 2011. ISBN 9788483068786)